# Phelsuma hielscheri
Phelsuma hielscheri är en ödleart som beskrevs av  Rösler 200. Phelsuma hielscheri ingår i släktet Phelsuma och familjen geckoödlor. IUCN kategoriserar arten globalt som sårbar. Inga underarter finns listade i Catalogue of Life.